# Christisonia lawii
Christisonia lawii är en snyltrotsväxtart som beskrevs av Robert Wight. Christisonia lawii ingår i släktet Christisonia och familjen snyltrotsväxter. Inga underarter finns listade i Catalogue of Life.